# Eurata stictibasis
Eurata stictibasis là một loài bướm đêm thuộc phân họ Arctiinae, họ Erebidae.